# Gambusia pseudopunctata
Gambusia pseudopunctata är en fiskart som beskrevs av Rivas, 1969. Gambusia pseudopunctata ingår i släktet Gambusia och familjen Poeciliidae. Inga underarter finns listade i Catalogue of Life.